# Kari Byron
Kari Elizabeth Byron (n. 18 decembrie 1974) este o artistă și o personalitate de televiziune, cunoscută în special pentru rolul de prezentatoare în MythBusters.

## MythBusters
Kary Byron, împreună cu Tory Belleci și Grant Imahara sunt membrii Echipei de Juniori ai emisiunii MythBusters. Ei îi asistă pe co-prezentatorii Adam Savage și Jamie Hyneman la testarea miturilor. A fost admisă în serial după ce a apărut de mai multe ori la atelierul M5 Industries al lui Hyneman pentru a fi angajată la compania lui. În prima ei zi de muncă, ea a fost rugată de Jamie și producătorul MythBusters, Peter Rees, să ajute la mitul vidului din toaleta avionului" să creeze un mulaj după fundul ei pentru experiment. Mai târziu ceilalți au râs de ea, spunând că a fost angajată "pentru fundul ei". Începând cu cel de-al doilea sezon ea a avut apariții mai dese. La început, neavând experiență în televiziune, i-a fost greu să joace natural, dar treptat s-a obișnuit.

## Arta
Arta și sculptura sunt aspecte importante ale vieții ei, chiar ea precizând că creează câte o formă de artă în fiecare zi, spunând că "ar înnebuni dacă nu ar face-o." Byron își prezintă o parte din creațiile sale pe site-ul ei personal, iar unele fotografii din expoziția publică Stray Doll din septembrie 2004 sunt disponibile la galeria Anno Domini. Ea preferă să-și facă audiența să gândească, spunând că:
| “ | Creez portrete sau sculpturi folosindu-mi vederea cinică asupra problemelor contemporane. Artiștii care-și explică prea mult creațiile le răpesc din experiența vizitatorilor. Eu încerc să las vizitatorul să-și facă singur o impresie asupra mesajului. Arta devine mai personală dacă te implici. Eu o să explic ideile mele oricui întreabă dar prefer să le aud pe ale lor. | ” |

După succesul adus de MythBusters, ea încă mai face sculpturi, dar nu le mai expune în public. Kari crede că expunerea sculpturilor ar putea interfera cu succesul MythBusters, gândindu-se că vizitatorii expozițiilor îi vor pune întrebări despre serial și nu despre artă. De asemenea, ea a precizat că îi place să creeze lucrări doar pentru plăcerea personală.

## Apariții notabile
- Byron a fost invitată la The Late Show with David Letterman.[2]

- Kary Byron, împreună cu Echipa Juniorilor din Mythbusters au fost invitati la conferința de jocuri Gen Con din Indianapolis, Indiana în 2006 și la conferința Dragon Con în Atlanta, Georgia în 2006 și 2007.  În februarie 2007 ea a fost invitată la Portland Rod & Custom Show în Portland, Oregon, iar în martie 2007 a fost oaspete la I-CON în Long Island, New York.

- Lui Byron i-a fost luat un interviu și a pozat în populara revistă pentru bărbați FHM. În poze, ea este îmbrăcată într-un sutien roșu și un halat de laborator.[7]

## Viața personală
Byron a absolvit liceul Los Gatos apoi a studiat filmul și sculptura la Universitatea San Francisco State University, terminând magna cum laude în mai 1998 cu o licență de Artă în Film și Sculptură. Byron și-a petrecut următorul an călătorind prin Asia de sud, incluzând munții Himalaia unde a luat parte la mai multe proiecte de artă. De asemenea ea a mai lucrat și ca cumpărător secret de martini pentru o companie de băuturi.
Ea este căsătorită cu artistul Paul Urich.  Pe 25 februarie 2009, s-a anunțat că Byron este însărcinată.